# Osăm

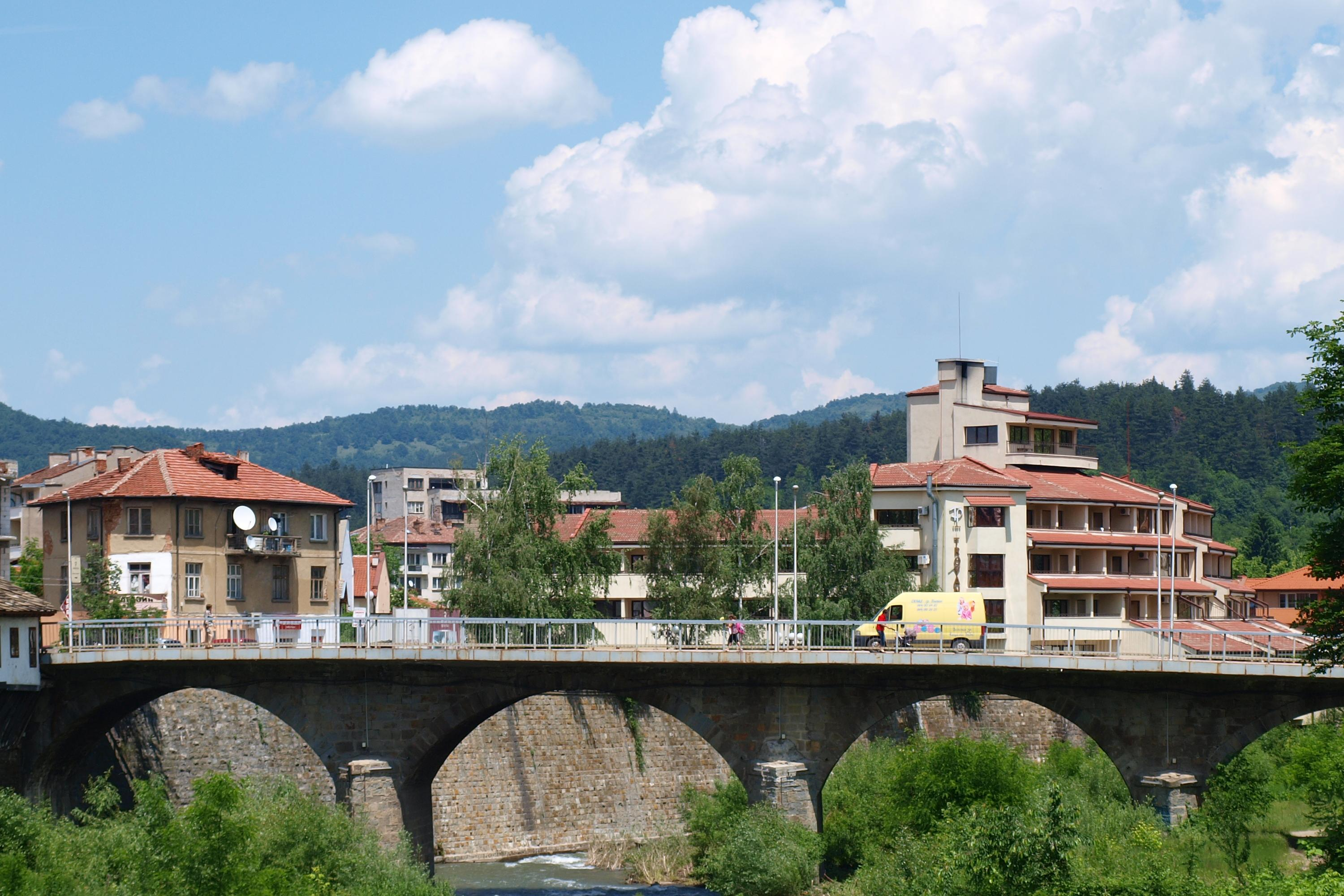
Pod peste râul Osăm în orașul Troian

Osăm (în bulgară Осъм) este un râu din nordul Bulgariei, afluent al Dunării. Bazinul său hidrografic este cuprins între cel al râului Vit în vest și cel al râului Iantra în est. Râul are doi afluenți principali pe cursul superior: Osămul Negru, care izvorăște de la poalele vârfului Levski din Munții Balcani, la o altitudine de 1821 m, în timp ce Osămul Alb izvorăște de pe pantele nordice ale culmii Cozia Stena. Cei doi afluenți se unesc în orașul Troian.
Apa râului, mai ales pe cursul inferior, în planul Dunării, este folosită pentru irigații. Aceasta este o sursă majoră de apă pentru satele din vale și orașul Plevna. 

## Etimologie
Numele trac al râului a fost Noia. Mai târziu romanii l-au redenumit Anasamus/ Asamus, iar grecii i-au spus Osmos. În slavă și bulgara veche și turcă a fost numit Osma. Numele Osăm nu a fost folosit pana la mijlocul anilor 1800.